# Argentobaumhauerite
L'argentobaumhauerite, chiamata fino a maggio 2015 baumhauerite-2a, (simbolo IMA: Abha) è un minerale molto raro del gruppo della sartorite appartenente alla classe minerale dei "solfuri e solfosali" con composizione chimica Ag1,5Pb22As33,5S72 e quindi, da un punto di vista chimico, è un solfuro di arsenico-argento-piombo, che strutturalmente appartiene ai solfosali.

## Etimologia e storia
L'argentobaumhauerite è stata scoperta per la prima volta nella "fossa di Lengenbach" nella valle di Binn (Canton Vallese, Svizzera). Il minerale è stato descritto scientificamente nel 1990 da Allan Pring, William D. Birch, David Sewell, Stefan Graeser, Andreas Edenharter e Alan Criddle, che lo hanno chiamato così in onore di H.A. Baumhauer, professore di mineralogia (1848-1926) all'Università di Friburgo (Svizzera). Il nome originale, baumhauerite-2a, faceva riferimento a una costante di reticolo raddoppiata rispetto alla baumhauerite.
Il campione tipo del minerale è conservato nel "Museum of Victoria" di Melbourne (catalogo nº M30980), nel "South Australian Museum" di Adelaide (numero di registro G15547), il Museo di Storia Naturale di Londra (nº di registro 1926 e 1654) e il Museo di Storia Naturale di Basilea (nº di registro L7228).

## Classificazione
Nella Sistematica dei lapis (Lapis-Systematik) di Stefan Weiß, che è stata rivista l'ultima volta nel 2018 il minerale elencato nella classe dei "solfuri e solfosali" e da lì nella sottoclasse dei "solfosali (S : As,Sb,Bi = x)", dove l'argentobaumhauerite insieme a baumhauerite, bernarlottiite e robinsonite forma un gruppo senza nome con il numero di sistema II/E.24.
La nona edizione della sistematica dei minerali di Strunz, che è stata aggiornata l'ultima volta dall'Associazione Mineralogica Internazionale (IMA) nel 2009, classifica l'argentobaumhauerite nella classe "2. Solfuri e solfosali" e da lì nella sottoclasse "2.H Solfosali di archetipo SnS"; questa viene ulteriormente suddivisa in base ai metalli presenti nel minerale, in modo tale che l'argentobaumhauerite possa essere trovata nella sezione "2.HC Con solo Pb" dove insieme a boscardinite, baumhauerite e baumhauerite-II forma il sistema nº 2.HC.05.b.
Nell'edizione successiva, proseguita dal database "mindat.org" e chiamata Classificazione Strunz-mindat, la posizione dell'argentobaumhauerite rimane invariata.
Anche la classificazione dei minerali secondo Dana, che viene utilizzata principalmente nel mondo anglosassone, elenca l'argentobaumhauerite nella classe dei "solfuri e solfosali" e nella sottoclasse dei "solfosali"; qui la si può trovare, insieme alla baumhauerite, in un gruppo senza nome con il numero di sistema 03.06.13 all'interno della suddivisione dei "solfosali con il rapporto 2,0 < z/y < 2,49 e la composizione (A+)i(A2+)j[ByCz], A = metalli, B = semimetalli, C = non metalli".

## Abito cristallino
L'argentobaumhauerite cristallizza nel sistema monoclino, anche se il gruppo spaziale non è stato ancora determinato. I parametri reticolari sono a = 7,9053(10) Å, b = 8,4680(10) Å, c = 44,4102(53) Å, α = 84,614(2)°, β = 86,469(2)° e γ = 90,082(8)°, oltre ad avere 1 unità di formula per cella unitaria.

## Origine e giacitura
L'argentobaumhauerite si forma insieme alla baumhauerite da processi idrotermali nella roccia dolomitica. Oltre alla baumhauerite e alla dolomite, sono presenti come minerali di accompagnamento altri solfoarsenuri di piombo, pirite e realgar.
A parte nella sua località tipo "Grube Lengenbach" in Svizzera, l'argentobaumhauerite è stata trovata solo nella "Miniera di Quiruvilca" nel distretto di Quiruvilca (provincia di Santiago de Chuco, Perù).

## Forme in cui si presenta in natura
L'argentobaumhauerite è stata trovata solo sotto forma di cristalli microscopici e aderenze con la baumhauerite. È opaco in tutte le sue forme e ha un colore grigio acciaio, con lucentezza metallica; il colore del suo striscio è marrone rossastro scuro.